# Savoa bonka
Savoa bonka is een hooiwagen uit de familie Zalmoxioidae.